# Centroscyllium ritteri
Il pescecane pinnabianca (Centroscyllium ritteri Jordan & Fowler, 1903) è una specie di squalo abissale della famiglia degli Etmopteridi. Il nome specifico ritteri commemora il Dr. William Emerson Ritter dell'Università della California.

## Distribuzione
Vive solamente nell'Oceano Pacifico nord-occidentale, al largo delle coste sud-orientali del Giappone, a latitudini comprese tra i 35 e i 32° N. Predilige le scarpate continentali e i seamount a profondità di 320-1100 metri.

## Descrizione
Il più grande esemplare conosciuto di questa specie misurava 43 centimetri di lunghezza. Ha corpo allungato, testa larga e appiattita e muso non molto lungo. Gli occhi e gli spiracoli sono grandi. La bocca, molto arcuata, contiene molti denti dotati di cuspidi strette e piccole cuspidi laterali. Le due pinne dorsali, all'incirca delle stesse dimensioni, sono munite di spine acuminate; la seconda spina è più lunga della prima ed è leggermente ricurva. Le pinne pettorali sono corte e larghe e quando sono rivolte all'indietro non raggiungono la base della prima pinna dorsale. Le pinne pelviche sono piccole e poste davanti alla seconda pinna dorsale. La pinna anale è assente; il peduncolo caudale è lungo e sostiene una pinna caudale asimmetrica.
Una particolarità di questo squalo è quella di essere l'unica specie del genere Centroscyllium ad avere segni neri sotto testa, tronco e pinne pettorali ed una striscia nera che corre da sotto il peduncolo caudale a sopra le pinne pelviche. In verità questi segni sono concentrazioni di minuscoli fotofori emettenti luce. Stranamente questo squalo possiede anche fotofori lungo il margine inferiore delle palpebre superiori. A cosa servano queste strutture non è chiaro; Tchernavin ha ipotizzato che potrebbero essere usate per illuminare le prede o stimolare l'occhio. Il resto del corpo è di color grigio-bruno, con i margini delle pinne bianchi. Su tutto il corpo, eccetto le zone sotto al muso, sono presenti numerose piccole spine uncinate a forma di cono.

## Biologia
Il pescecane pinnabianca ha riproduzione ovovivipara. Non ha alcun valore commerciale e non sappiamo quasi nulla sulla sua biologia.